# Jõõdre
Jõõdre är en by i västra Estland. Den ligger i Hapsals stad och landskapet Läänemaa, 90 km sydväst om huvudstaden Tallinn. Jõõdre ligger 12 meter över havet och antalet invånare är 267. Byn tillhörde Ridala kommun 1992–2017.
Terrängen runt Jõõdre är mycket platt. Runt Jõõdre är det glesbefolkat, med 11 invånare per kvadratkilometer. Närmaste större samhälle är Hapsal, 10,7 km nordväst om Jõõdre. Omgivningarna runt Jõõdre är en mosaik av jordbruksmark och naturlig växtlighet.